# Lapa von Gargantáns

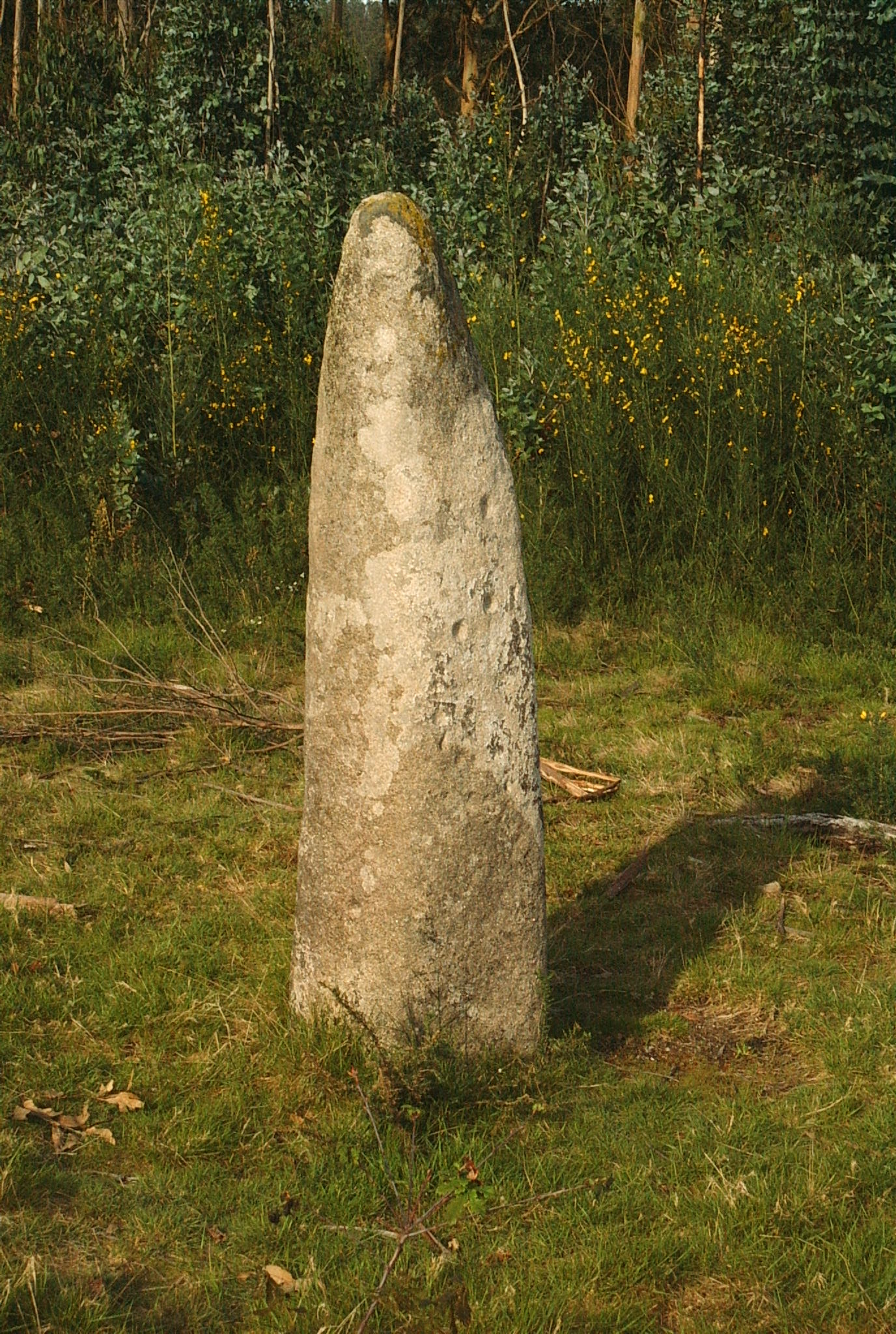
Lapa de Gargantáns

Der Menhir Lapa von Gargantáns steht nördlich von Pontevedra etwa 200 m vom Castro Gargantáns entfernt auf einer feuchten Wiese und diente lange als Grenzstein zwischen den Gemeinden San Martiño de Gargantáns und Santa Xusta de Moraña im spanischen Galicien. 
Lapa bezeichnet in Galicien (neben anderen Begriffen) in der Regel eine Megalithanlage und Gargantáns scheint ein lokaler Adelsname gewesen zu sein. 
Die Lapa von Gargantáns ist ein spitzer Menhir mit quadratischer Basis und einem Durchmesser von etwa 50 cm, in der Mitte. Seine Gesamtlänge beträgt 2,35 m von denen 1,92 m sichtbar sind, während 43 cm im Boden liegen. 
Etwa 20 Schälchen verteilt auf die gesamte Länge und alle Seiten finden sich auf dem Stein. Auf einer Seite zeigt der Menhir eine schwach ausgebildete Aussparung, die von einigen Autoren als Darstellung der Eichel ausgelegt wurde, was auf den phallischen Aspekt von Menhiren und ihre Bedeutung im Fruchtbarkeitskult weist. 
Die Lapa wurde 1982 untersucht und neu aufgerichtet. Bei den Ausgrabungen wurde festgestellt, dass der Menhir auf einer Vertiefung im Felsen platziert ist und mittels zweier Steinblöcke und mehrere kleinerer Steine an der Basis stabilisiert wurde. 